# Luís Abadie
 Luís Abadie  (1813 -  Paris, 1858) foi um Compositor francês, falecido quase na miséria num hospital em Paris em 1858. As suas Romanzas e canções obtiveram grande popularidade. Abadie fez representar no Palais-Boyal uma opereta intitulada Galinha nova e galo velho, e deixou uma ópera cómica em dois actos: O dançarino na corda, que foi representada em 1867 nas Folies Saint Germain.